# Reußenkoog

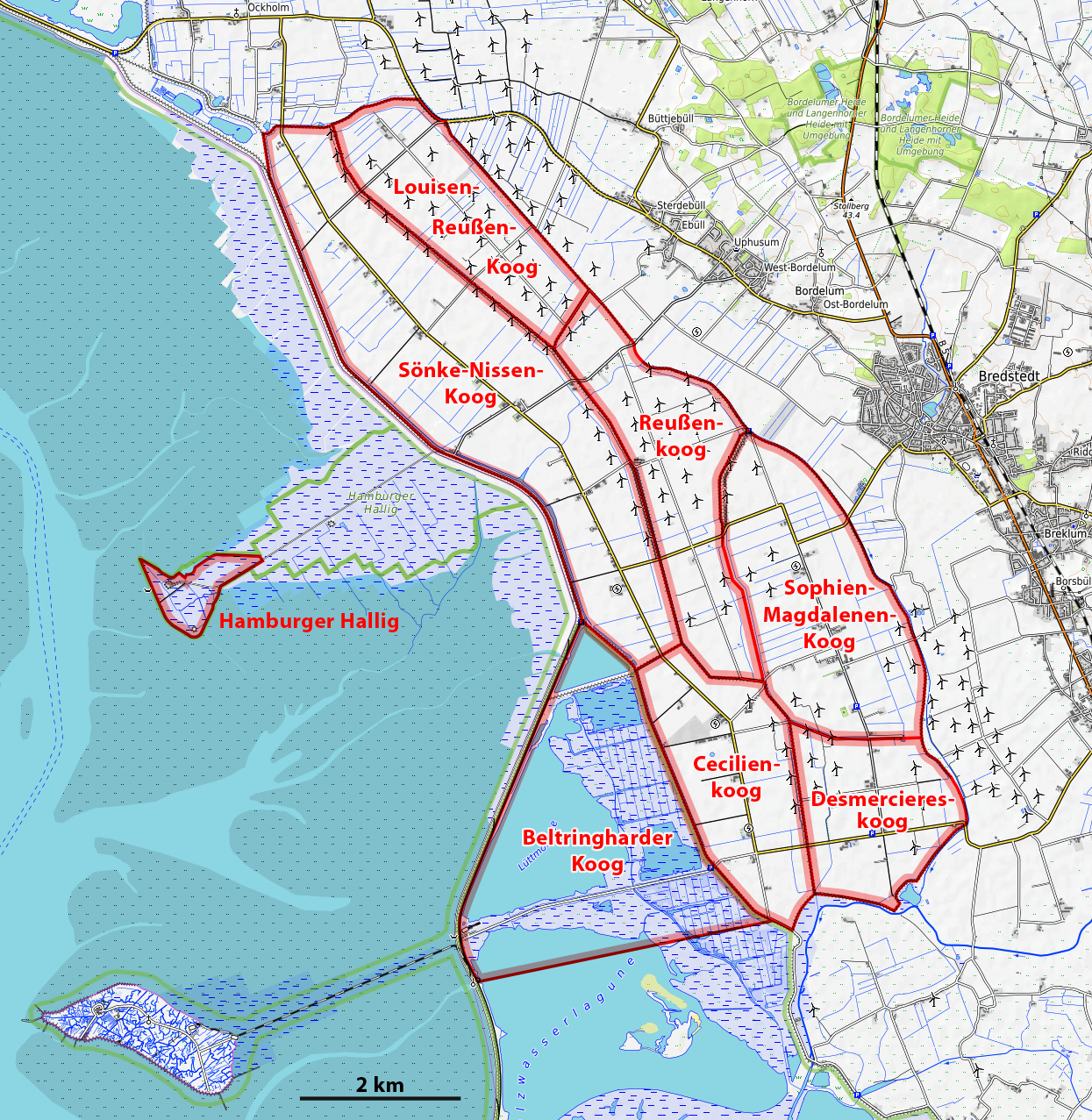
Karte der Köge der Gemeinde Reußenköge

Der Reußenkoog ist ein knapp 500 Hektar großer Koog in der Gemeinde Reußenköge bei Bredstedt im schleswig-holsteinischen Kreis Nordfriesland in Deutschland.
Er ist nach seinem Erbauer, dem Grafen Heinrich XLIII. Reuß zu Köstritz benannt. Die Fertigstellung erfolgte im Jahr 1789.

## Topografie
Der Reußenkoog befindet sich inmitten der nordfriesischen Marsch in der Region Mittleres Nordfriesland und ist dünn besiedelt. Verkehrsmäßig ist er über zwei parallel verlaufende Hauptverkehrsstraßen, die von Bordelum und Bredstedt in den westlich vorgelagerten Sönke-Nissen-Koog führen und dabei den Reußenkoog durchqueren, erschlossen. In Längsrichtung durchläuft ein asphaltierter Wirtschaftsweg den Koog.
Die benachbarten Köge sind
|                   | Louisenkoog                                 | Sterdebüller Neuer Koog           |
| Sönke-Nissen-Koog | Kompassrose, die auf Nachbargemeinden zeigt | Frau-Metten-Koog, Bordelumer Koog |
| Cecilienkoog      |                                             | Sophien-Magdalenen-Koog           |

## Geschichte
Aufgrund seines Alters zählt der Reußenkoog zu den Jungmarschen.

### Vor der Besiedlung
Die Entstehungsgeschichte des Reußenkoogs geht auf das Bredstedter Werk zurück. Nachdem dieses Projekt unvollendet blieb, vergab der dänische König im Jahre 1728 ein Oktroy an den Grafen Jean Henri Desmercières, der in den Jahren von 1741 bis 1743 sowie von 1765 bis 1767 den Sophien-Magdalenen-Koog und den Desmerciereskoog eindeichte.
Nach dem Tod des kinderlosen Desmercières’ im Jahr 1778 ging sein gesamtes Vermögen als Fideikommiss auf seine Stiefnichten und deren Familien über. Als Perle dieses Erbgutes galt der Anwachs vor den eingedeichten Ländereien in der Bredstedter Bucht. Den Anwachs hatte bereits Desmercières, der ein erfolgreicher Unternehmer war, durch bauliche Maßnahmen schnell wachsen lassen, so dass, nach dem Übergang des Oktroys auf die Familie der Fürsten von Reuß, diese schnell mit der Eindeichung beginnen konnte.

### Eindeichung
Die Eindeichung des Reußenkoogs begann im Frühjahr 1787 und vollzog sich ohne große Schwierigkeiten. Der Deich mit einer Gesamtlänge von rund 6,2 km, wurde in Bereiche von je rund 50 Metern eingeteilt und anschließend an sogenannte Pflugleute vergeben, die den Deich Stück für Stück fertigstellten. Die Arbeiten dauerten bis zum Sommer 1789. Neben dem Deichbau war auch die Anlage des Entwässerungssystems notwendig und Gegenstand der Vereinbarungen. Für die auszuführenden Arbeiten wurden Tagelöhner beschäftigt, die häufig aus den benachbarten Geestdörfern stammten.

### Entwässerung und Besiedlung
Im Anschluss an die Fertigstellung des Deiches wurde der Koog zunächst vermessen. Hierbei erfolgte eine Einteilung in Lose zwischen 16 und 30 Demat. Grundlage der Vermessung war das ’’Eiderstedter Landmaß’’. Die Ländereien wurden meistbietend verkauft. Beim Kauf kamen auffallend viele Interessengemeinschaften zum Zug. Die neuen Besitzer lebten vorwiegend in den benachbarten Kögen oder auf der Geest. Die kleinteilige Parzellenverteilung bot für letztere die Chance, ihre Höfe durch ein kleines Stück fruchtbaren Marschlandes zu ergänzen. Im Koog siedelten sich deshalb nur wenige Betriebe mit einer eigenen Hofstelle an. Lange Zeit waren dies zwei an der Zahl. Daneben war von Anbeginn der Eindeichung nur das Bordelum-Siel als drittes Anwesen vorhanden. Dieses wurde im Jahr 1913 wegen Baufälligkeit abgebrochen. Die letzte Bewohnerin verlebte ihre letzten Lebensjahre auf einem der Haupthöfe. Ein Großteil des zum Schleusenhaus gehörenden Landes erwarb die Schleswig-Holsteinische Landgesellschaft, die hier in den Jahren 1936 bis 1939 sieben Siedlerstellen errichtete. Im Jahr 1970 wurde schließlich einer der Haupthöfe abgebrochen. Das dazugehörige Land konnte von einer weiteren Hofstelle der Familie in Mönkebüll mitbewirtschaftet werden.
Die Entwässerung war für die Inwertsetzung des Reußenkoogs von großer Bedeutung. Der Hauptabfluss erfolgte von Anfang an durch den Bordelumer Priel. Dieser entwässerte im Nordteil des Kooges durch das Bordelumer Siel in die Nordsee. Daneben gab es für die weiter im Süden gelegenen Ländereien im Südschenkel des Außendeichs eine weitere Schleuse. Diese wurde im Jahr 1819 geschlossen, da das hier angrenzende Vorland im Bereich des heutigen Cecilienkoogs stark verlandete. Durch die Eindeichungsaktivitäten des Sönke-Nissen-Koogs wurde der Bordelumer Priel verlängert. Das Bordelumer Siel wurde fortan vom Sönke-Nissen-Koog-Siel im neuen Koog abgelöst.

## Nutzung

### Landwirtschaft
Der Koog ist bewohnt und wird landwirtschaftlich von Betrieben außerhalb des Kooges genutzt. Im Koog selbst ist kein Landwirt mehr mit einer Hofstelle ansässig.

### Wohnen
Wie auch in den Nachbarkögen, nimmt die Wohnfunktion eine stark untergeordnete Rolle ein. Da es sich auch hier baurechtlich um einen Außenbereich handelt, sind nur privilegierte Vorhaben zulässig. Ein bauliches Wachstum wird so automatisch eingedämmt und beschränkt sich weitestgehend auf die potentielle Errichtung von landwirtschaftlichen Gebäuden sowie Abnahmehäuser für landwirtschaftliche Altenteiler.

### Gewerbe
Gewerbebetriebe sind im Koog nicht angesiedelt. Allerdings sind im Koog im Laufe des 21. Jahrhunderts 14 Windkraftanlagen errichtet worden. Sie werden in Form von Bürgerwindparks betrieben.

## Statistische Daten zum Koog
In der nachstehenden Tabelle sind Bewohner und Haushalte aus der Volkszählung vom 25. Mai 1987 angegeben. Diese Zahlen wurden seither nur noch auf Gemeindeebene fortgeschrieben.
| Wohnplatz Nr. | Koog       | Eindeichung | Fläche km² | Volkszählung 1987 | Volkszählung 1987 |
| Wohnplatz Nr. | Koog       | Eindeichung | Fläche km² | Bewohner          | Haushalte         |
| ------------- | ---------- | ----------- | ---------- | ----------------- | ----------------- |
| 4             | Reußenkoog | 1789        | 5,11       | 15                | 6                 |